# Hemipilia
Hemipilia is een geslacht met van terrestrische orchideeën uit China en Taiwan.

## Kenmerken
Hemipilia-soorten zijn terrestrische orchideeën, gekenmerkt door een enkel, breed ovaal tot hartvormig blad en een rechtopstaande, armbloemige bloemtros. De kelkbladen zijn kleiner dan de bovenste kroonbladen. De lip is vaag drielobbig, breed opengespreid en voorzien van een trompetvormig spoor. Het gynostemium is klein met een concave stempel en twee knotsvormige pollinia.

## Taxonomie en fylogenie

### Soortenlijst
Het geslacht omvat 18 soorten. De typesoort is Hemipilia cordifolia.
- Hemipilia amesiana Schltr. (1919)
- Hemipilia bidupensis Aver. (1999)
- Hemipilia bulleyi Rolfe (1913)
- Hemipilia calophylla C.S.P.Parish & Rchb.f. (1874)
- Hemipilia cordifolia Lindl. (1835)
- Hemipilia crassicalcarata S.S.Chien (1931)
- Hemipilia cuneata Schltr. (1910)
- Hemipilia discolor Aver. & Averyanova (2006)
- Hemipilia flabellata Bureau & Franch. (1891)
- Hemipilia forrestii Rolfe (1913)
- Hemipilia henryi Rolfe (1896)
- Hemipilia kwangsiensis Tang & F.T.Wang ex K.Y.Lang (1998)
- Hemipilia limprichtii Schltr. (1922)
- Hemipilia quinquangularis Tang & F.T.Wang (1951)
- Hemipilia sikangensis Tang & F.T.Wang (1951)
- Hemipilia silvatica Kraenzl. (1921)
- Hemipilia silvestrii Pamp. (1915)
- Hemipilia yunnanensis Schltr. (1910)